# あつひろ・たいせい (小惑星)
あつひろ・たいせい (18403 Atsuhirotaisei) とは、小惑星帯にある小惑星の1つである。
あつひろ・たいせいは、1993年1月13日にアマチュア天文学者の円舘金と渡辺和郎によって発見された。2012年8月31日に小惑星センターがAtsuhirotaiseiとして名前を正式に承認した。
あつひろ・たいせいは、2011年12月10日に発生した皆既月食の観測に出かけた帰りに、飲酒運転の軽トラックによる交通事故で死亡した、兵庫県加西市の生田敦弘と生田汰成の兄弟の名前から命名された。彼らは星が好きであった。この話を聞いた西はりま天文台の鳴沢真也が、山田義弘の仲介の元、命名権を持つ発見者の2人に申請を依頼し実現した。
あつひろ・たいせいは、離心率0.31というややゆがんだ楕円軌道を4.27年かけて公転している。直径は7.9kmと推定されている。